# アシュラフ・トゥーマーンバーイ
アシュラフ・トゥーマーンバーイ（? - 1517年4月15日）は、ブルジー・マムルーク朝の第25代、最後の君主（在位：1516年 - 1517年）。トゥマーン・ベイ2世ともいわれる。

## 生涯
1516年に先代のアシュラフ・カーンスーフ・ガウリーがオスマン朝のスルタンであるセリム1世とシリア北部で戦い（マルジュ・ダービクの戦い）、敗北し不慮の死を遂げたため跡を継いだ。しかしオスマン朝軍の進軍はとどまらず、アレッポとダマスカスは抵抗無く平定された。
トゥーマーンバーイはカイロに兵力を集中させて抵抗の意を示すも、1516年末にカイロ近郊で行なわれたリダニヤの戦いで大敗。1517年1月にオスマン軍がカイロに入城するとトゥーマーンバーイは逃亡したが、捕らえられて処刑され、マムルーク朝は滅亡した。